# Ponta Varandinha
Ponta Varandinha är en udde i Kap Verde.   Den ligger i kommunen Boa Vista, i den östra delen av landet, 140 km norr om huvudstaden Praia.
Terrängen inåt land är platt. Havet är nära Ponta Varandinha åt sydväst. Trakten är glest befolkad. Närmaste större samhälle är Vila de Sal Rei, 17,5 km norr om Ponta Varandinha. 